# 基爾吉日河
基爾吉日河（烏克蘭語：Киргиж），是烏克蘭的河流，位於該國西南部，屬於基爾吉日-基泰河的左支流，發源自塔魯季涅以西，流經敖德薩州，河道全長54公里，流域面積219平方公里。